# Multiplication complexe
Cet article concerne les courbes elliptiques. Pour plus d'information sur la multiplication des nombres complexes, voir Nombre complexe.

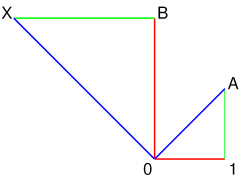
Description: Diagramme du plan complexe montrant multiplication par i avec axes réels/imaginaires et rotation de 90°
Pourquoi lien: Illustre parfaitement la multiplication complexe géométriquement - montre comment multiplier par i fait une rotation, concept fondamental pour comprendre les courbes elliptiques et les variétés abéliennes mentionnées dans l'article sur la multiplication complexe.

En mathématiques, une courbe elliptique est à multiplication complexe si l'anneau de ses endomorphismes est plus grand que celui des entiers (il existe une théorie plus générale de la multiplication complexe pour les variétés abéliennes de dimension supérieure). Cette notion est liée au douzième problème de Hilbert.

## Exemple
Un exemple de courbe elliptique avec multiplication complexe est ℂ/ℤ[i]θ où ℤ[i] est l'anneau des entiers de Gauss, et θ est n'importe quel nombre complexe différent de zéro. Tout tore complexe de la sorte possède l'anneau des entiers de Gauss comme anneau d'endomorphisme. Il est connu que les courbes correspondantes peuvent toutes être écrites sous la forme
De telles courbes ont un automorphisme évident d'ordre 4, celui qui envoie Y sur –iY et X sur –X et correspond à l'action de i sur les fonctions elliptiques de Weierstrass associées à la courbe.
Ceci est un exemple typique d'une courbe elliptique avec multiplication complexe. Sur le corps des nombres complexes, de telles courbes sont toutes trouvées comme des quotients
dans lequel un certain ordre dans l'anneau des entiers d'un corps quadratique imaginaire prend la place des entiers de Gauss.

## Théorie abstraite d'endomorphismes
Lorsque le corps de base est un corps fini, toute courbe elliptique admet des endormorphismes non triviaux ; la multiplication complexe est dans un sens typique (et la terminologie n'est pas souvent utilisée). En revanche, lorsque le corps de base est un corps de nombres, la multiplication complexe est un cas exceptionnel. Il est connu que, dans un cas général, le cas de multiplication complexe est le plus difficile à résoudre pour la conjecture de Hodge.

## Kronecker et les extensions abéliennes
Kronecker postula le premier que les valeurs des fonctions elliptiques aux points de torsion d'une courbe elliptique à multiplication complexe devraient être suffisants pour engendrer toutes les extensions abéliennes des corps quadratiques imaginaires, une idée qui remontait à Eisenstein dans certains cas, et même à Gauss. Ceci devint connu comme le Kronecker Jugendtraum (« rêve de jeunesse de Kronecker »).
Hilbert s'en inspira pour formuler son 12e problème, qui porte sur la possibilité de rendre explicite la théorie des corps de classes, de la même façon que les racines de l'unité le font pour les extensions abéliennes du corps des nombres rationnels. Plusieurs généralisations des idées de Kronecker ont été cherchées ; elles se trouvent de manière légèrement oblique dans le courant principal de la philosophie de Langlands, et il n'existe pas de résultat définitif actuellement connu. Le rêve de jeunesse de Kronecker a été essentiellement démontré (sous une forme corrigée) par H. Weber.

## Conséquence sur un échantillon
Ce n'est pas par hasard si la constante de Ramanujan
{\displaystyle {\rm {e}}^{\pi {\sqrt {163}}}=262537412640768743,99999999999925007...}
ou de manière équivalente,
{\displaystyle {\rm {e}}^{\pi {\sqrt {163}}}=640320^{3}+743,99999999999925007...}
est si proche d'un entier. Ce fait remarquable est expliqué par la théorie de la multiplication complexe, associé à une certaine connaissance des formes modulaires, et le fait que
{\displaystyle \mathbb {Z} \left[{\frac {1+{\sqrt {-163}}}{2}}\right]}
est un anneau factoriel.
(Ici, α = (1 + √–163)/2 vérifie α2 = α – 41 donc ℤ[α] = ℤ + αℤ. En général, S[α] est l'ensemble de toutes les expressions polynomiales en α à coefficients dans S ; c'est le plus petit anneau contenant α et S.)